# Temple Bar, Dublin

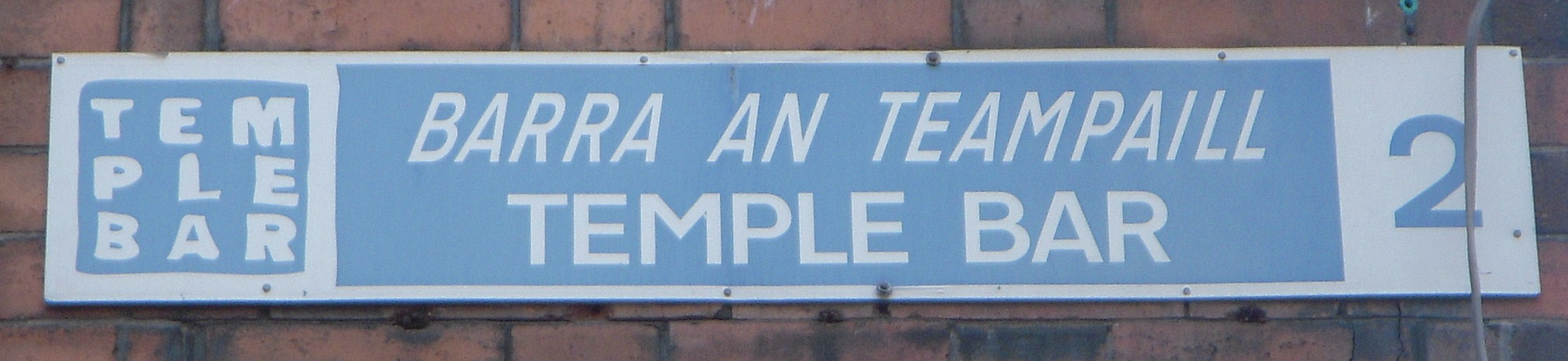
Temple Bar

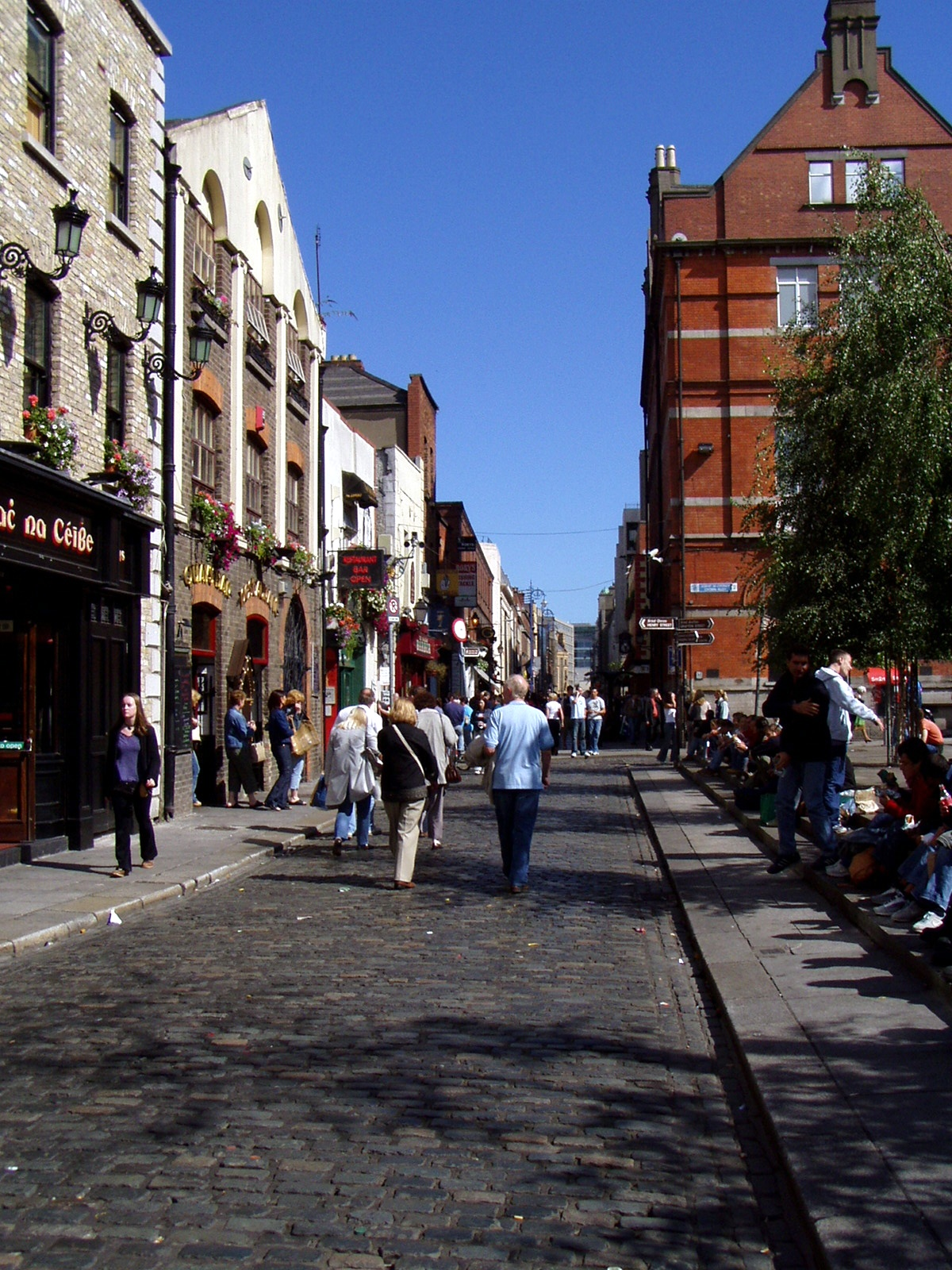
Temple Bar

Temple Bar (iriska: Barra an Teampaill) är ett område i Dublin på Irland söder om floden Liffey. Till skillnad från närliggande områden har Temple Bar en medeltidskänsla över sig med gatstensbelagda gator. Temple Bar är ett av Dublins allra mest populära stråk med många pubar och ett livligt nattliv.